# Milla cero

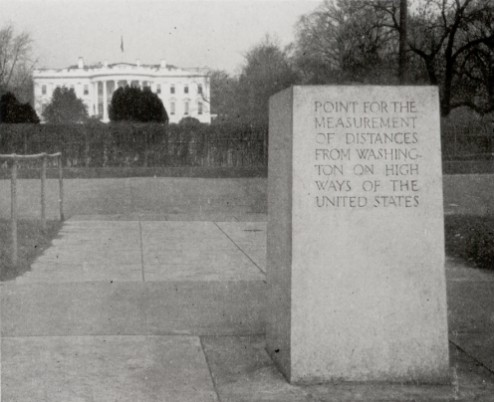
Hito cero, en 1923. La superficie vista en la foto es la cara sur del monumento (ve inscripción abajo).

La Milla Cero (en inglés, Zero Milestone —que puede ser traducido también al español como Hito Cero, Jalón Cero o Punto Kilómetro Cero—) es un monumento marcador de origen de distancias situado en Washington D. C., establecido como el origen desde el que todas las distancias de carretera en los Estados Unidos tendrían que ser medidas cuando fueron construidas. Actualmente, solo las carreteras en el área de Washington, D. C. tienen las distancias medidas desde este marcador.

## Ubicación
El monumento está situado al sur de la Casa Blanca, en el borde norte de la Elipse, dentro del Parque del Presidente. Sobre el monumento, hay una rosa de los vientos de bronce, con 16 puntos y con una pequeña pirámide muy desgastada en su centro, cuyo vértice superior sirve como el punto de referencia (HV1847) del National Geodetic Survey (el centro cartográfico de los Estados Unidos).
- Coordenadas: 38°53′42.38736″N 77°02′11.57299″O / 38.8951076000, -77.0365480528Coordenadas: 38°53′42.38736″N 77°02′11.57299″O / 38.8951076000, -77.0365480528(NAD83)[2]
- Altitud: 8.382 m (27.50 ft) (NAVD88)[3]

## Descripción
Diseñado por un arquitecto de Washington, Horacio W. Peaslee, el monolito ocupa aproximadamente un cuadrado cuyos lados miden 2 pies y que tiene una altura de aproximadamente 4 pies. Está hecho de granito precámbrico de Milfrod, proveniente de Milford, Massachusetts. Es de color ligeramente rosáceo a gris verdoso, con motas de negra mica. El disco de bronce sobre el hito es «una adaptación de las antiguas cartas Portulanas de la rosa de los vientos o brújula de las rosas desde cuyas puntas se extendían líneas radiales a todas las partes del mundo conocido—el prototipo de la actual brújula de marino».
El monumento tiene inscripciones sobre las cuatro caras:
- Cara norte: «MILLA CERO».
- Cara este: «PUNTO DE PARTIDA DE SEGUNDO CONVOY MOTORIZADO TRANSCONTINENTAL POR LA CARRETERA BANKHEAD, JUNIO 14, 1920».
- Cara sur: «PUNTO DE MEDIDA DE DISTANCIAS DESDE WASHINGTON DE CARRETERAS DE LOS ESTADOS UNIDOS».
- Cara oeste: «PUNTO DE PARTIDA DE PRIMER CONVOY MOTORIZADO TRANSCONTINENTAL POR LA CARRETERA LINCOLN, JULIO 7, 1919».

Además, una «placa de latón colocada en el suelo en la base norte» (que se muestra un poco mas abajo) contiene el siguiente inscripción.
- «EL U. S. COAST AND GEODETIC SURVEY DETERMINÓ LA LATITUD, LONGITUD Y ELEVACIÓN DE LA MILLA CERO AUTORIZADO POR EL ACTA DE CONGRESO DEL 5 DE JUNIO DE 1920 INAUGURADA EL 4 DE JUNIO DE 1923».

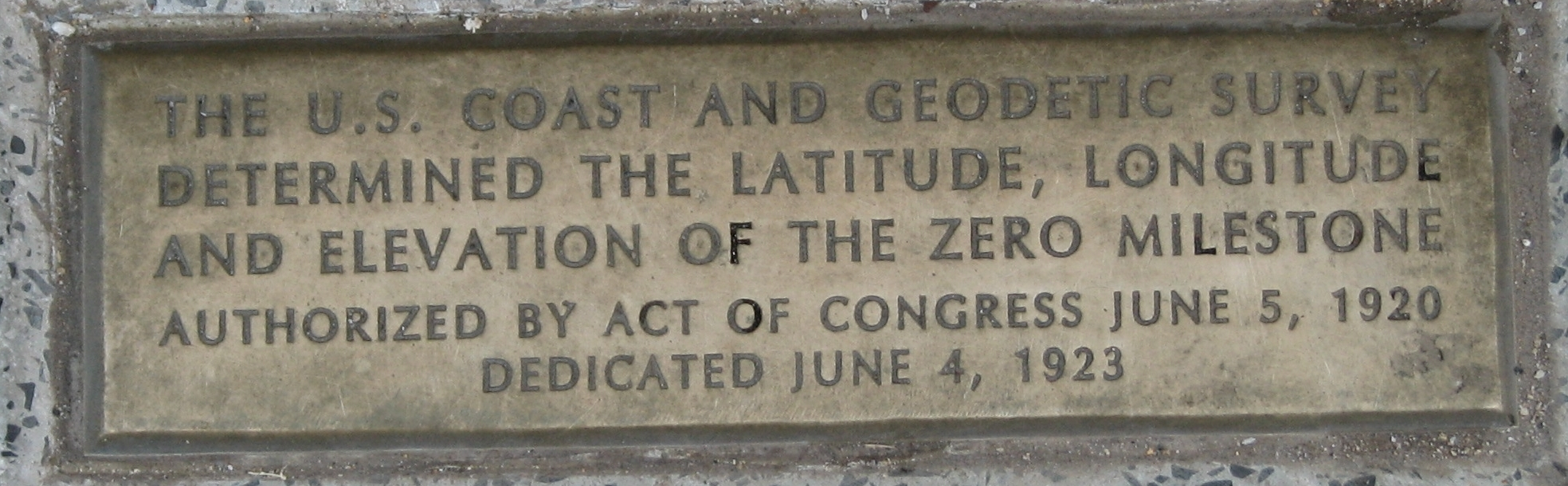
Milla cero. Inscripción sobre la placa de latón embebida sobre la tierra cerca el monumento.

## Historia
En su plan para Washington, Pierre Charles L'Enfant pretendió que una columna fuera colocada una milla al este del Capitolio, lo que es actualmente el Parque Lincoln, «desde el cual todas distancias a través del continente fueran calculadas». En cambio, en 1804, la piedra Jefferson (Jefferson Pier) fue colocada en el meridiano de la Casa Blanca al oeste del Capitolio (119 m WNW del centro del Monumento de Washington) para marcar el meridiano de Washington: 77° 02' 12.0".
El monumento de la Milla Cero actual estuvo concebido por un abogado del Movimiento de las Buenas Carreteras (Good Roads Movement), el Dr. S. M. Johnson, y fue formalmente propuesto el 7 de junio de 1919. Se inspiró en la antigua Roma, en el Miliario de Oro situado en el Foro Romano. El 7 de julio de 1919, un marcador provisional de la Milla Cero fue inaugurado en la Elipse al sur de la Casa Blanca, durante la ceremonia de comienzo del primer intento de enviar un convoy de vehículo militares del ejército a través del país a San Francisco, California. El 5 de junio de 1920, el Congreso autorizó al secretario de guerra a erigir el monumento, que debía ser aprobado por la Comisión de Bellas Artes e instalado sin incurrir en ningún gasto para el gobierno. El Dr. Johnson se hizo cargo de los detalles y obtuvo donaciones para su diseño y construcción. La Milla Cero definitiva fue inaugurada en una ceremonia el 4 de junio de 1923.